# Epidendrum densifolium
Epidendrum densifolium är en orkidéart som beskrevs av Friedrich Fritz Wilhelm Ludwig Kraenzlin. Epidendrum densifolium ingår i släktet Epidendrum och familjen orkidéer. Inga underarter finns listade i Catalogue of Life.